# Садиба по вулиці Олеся Гончара, 32 (Київ)
Садиба по вулиці Олеся Гончара, 32 — комплекс житлових будинків у Шевченківському районі міста Києва, по вулиці Олеся Гончара. Складається з трьох будинків — фасадного будинку № 32-а, та двох дворових флігелів № 32-б і № 32-в. Садиба має статус пам'ятки архітектури місцевого значення (охоронний № 71), будинок № 32-а має статус пам'ятки архітектури, історії та містобудування місцевого значення (охоронний № 71/1), будинок № 32-б — пам'ятка архітектури місцевого значення (охоронний № 71/1), будинок № 32-в — щойно виявлена пам'ятка (з 2004 року). Садиба № 32 — зразок київської типової міської забудови початку 1910-х років.

## Історія
Наприкінці XIX століття садиба належала Є. Богданович і була забудована невеликими міщанськими дерев'яними будинками. 1908 року садиба перейшла у власність до колезького асесора Маркела Чуленка, який у 1910 році на місці старого чолового дерев'яного будинку звів новий, мурований, а у 1911—1912 роках збудував у глибині ділянки два флігелі, що використовувалися як прибуткові будинки. У 1914 році садибу продали з публічних торгів, новою власницею стала дворянка Софія Вондрак, солістка київської опери, дружина професора Вацлава Вондрака. На початку 1920-х років, після встановлення у Києві більшовицької влади, садибу націоналізували, у будинках створили окремі та комунальні квартири.

## Опис
Планування садиби № 32 подібне до сусідніх по цій вулиці: фасадний будинок стоїть на червоній лінії забудови, паралельно йому в глибині ділянки розміщені один за одним два флігелі.
Фасадний будинок (№ 32-а) — п'ятиповерховий із мансардою (в 2000-х роках зверху добудували ще один мансардний поверх), цегляний, прямокутний у плані, односекційний, на першому поверсі розміщені торговельні приміщення. Чоловий фасад декорований у стилі раціонального модерну, симетричний, трьохосьовий, осі підкреслені широким центральним та вузькими бічними ризалітами. Центральний ризаліт, акцентований лопатками, завершується лучковим аттиком із великою розеткою з рослинним орнаментом, обабіч якої — пояски з дентикул. Балкони досить видовжені, на два вікна, розміщені між ризалітами на рівні другого—п'ятого поверхів, чим врівноважують вертикальну спрямованість композиції. Вікна різноманітної форми: на другому поверсі — прямокутні (у центральному ризаліті — звужені), на третьому — із трапецієвидним завершенням (у ризалітах) та прямокутні, із геометричними підвіконними вставками, на четвертому — прямокутні (у центральному ризаліті — широкі), на п'ятому — із напівциркульним завершенням, у центральному ризаліті прикрашені замковими каменями. Між вікнами п'ятого поверху — гіпсовий фриз із мотивами каштанового листя. Головний вхід розташований по центральній осі фасаду, по лівій осі — проїзд на внутрішнє подвір'я. Тильний фасад по центральній осі виділений ризалітом, в якому розташовані сходи чорного ходу. В інтер'єрі будинку зберіглося первісне оформлення у стилі модерн, зокрема, кована огорожа сходів, ліпні плафони та кахляне облицювання, у декорі яких переважають рослинні мотиви. Бічний фасад будинку у 2016 році прикрасив мурал, який зображує трьох гризунів, що спілкуються. Мурал був створений бельгійським художником Пітером ROA у рамках арт-проєкту Art United Us.
Флігель № 32-б — чотириповерховий, цегляний, прямокутний у плані, односекційний (по дві дво- та трикімнатні квартири на поверсі). Перекриття пласкі, дах вкритий залізом. Фасад симетричний, одноосьовий, центральна вісь акцентована ризалітом, в якому розташована сходова клітка. Парадний вхід розташований на центральній осі, проїзд на внутрішнє подвір'я — на лівій. Як і більшість подібних дворових споруд, чоловий фасад флігеля має дуже скудне декорування у стилі модерн: геометричний орнамент у завершенні ризаліту, цегляні сандрики над вікнами другого поверху, дерев'яне заповнення вікон парадних сходів. Інтер'єр флігеля, подібно до фасадного будинку, був оформлений у стилі модерн. Від первісного декорування збереглися плафони, облицьовані білими кахлями та оздоблені фігурними завершеннями та вставками груби, металевий дашок на кованих кронштейнах над парадним входом.
Флігель № 32-в — двоповерховий, цегляний, односекційний. Фасад асиметричний, на тринадцять вікон, по лівій осі розміщений проїзд на подвір'я, головний вхід розташований трохи правіше центральної осі та фланкований лопатками. Фасад майже позбавлений декорування, горизонтально розчленований пояском, завершений карнизом із дентикулами. Вікна прямокутні, на першому поверсі прикрашені пласкими цегляними сандриками, на другому — замковими каменями. З первісних елементів інтер'єру збереглися різьблені двері парадного входу та металева огорожа сходів. Первісне внутрішнє планування флігеля передбачало 6 квартир. За незалежної України чотири квартири у даному будинку належали збанкрутілому банку «Надра» і станом на 2020 рік виставлені на аукціон разом з іншим майном банку. Флігель розселений, перебуває в аварійному стані.

## Видатні мешканці
У будинку № 32-а в січні-лютому 1919 року у квартирі № 3 мешкав Іван Липа, громадський і політичний діяч, міністр УНР; у 1936—1941 роках, у квартирі № 20 — Гаврило Пустовійт, художник-графік. Під час нацистської окупації Києва у Другій світовій війні у будинку № 32-а діяла явка диверсійної групи Івана Кудрі, до якої входили, зокрема, Євгенія Бремер, що мешкала у квартирі № 7, та Раїса Окіпна, що з 1940 року проживала у квартирі № 20. На явку члени групи збиралися в одній з цих квартир.

## Галерея

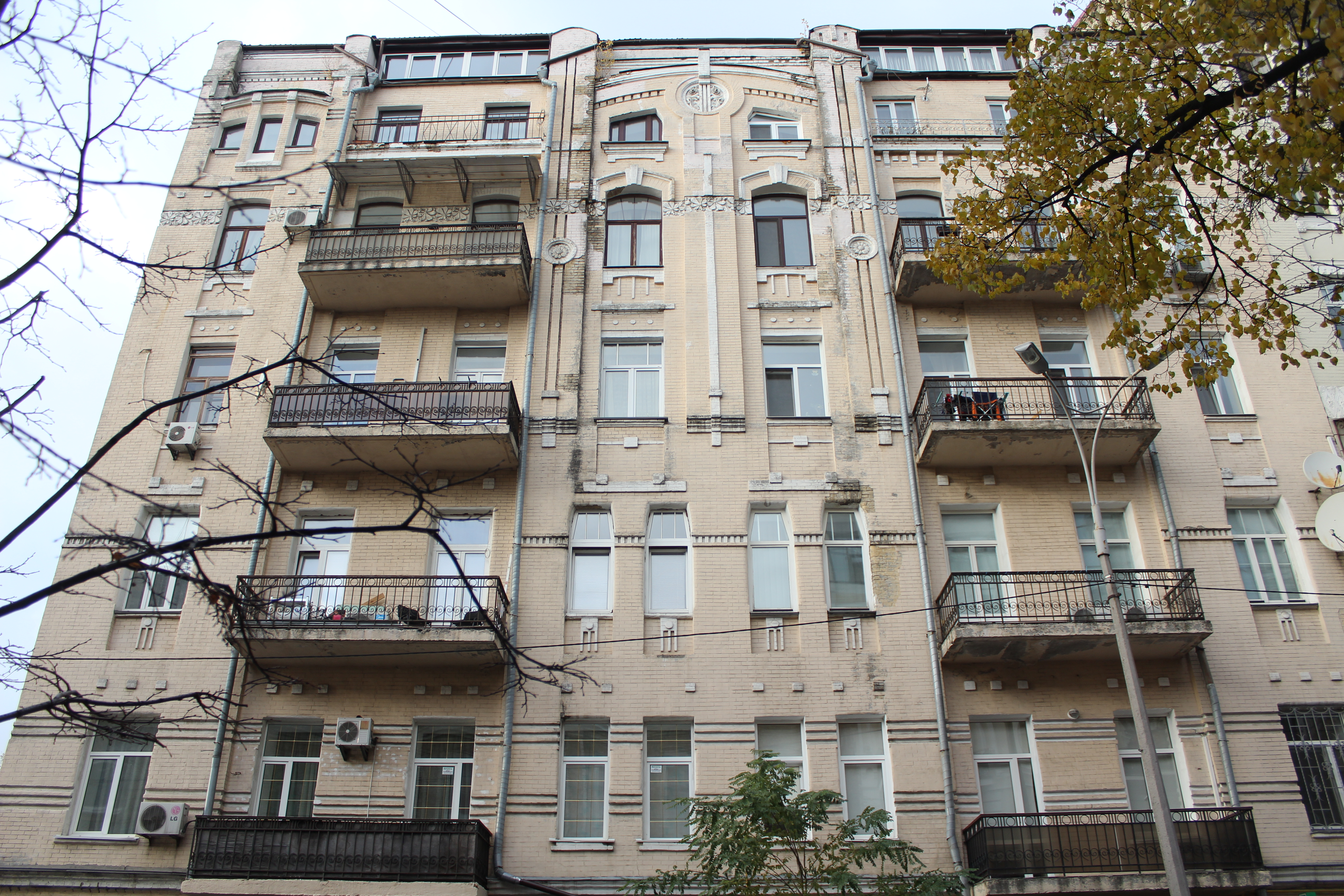
Будинок № 32-а
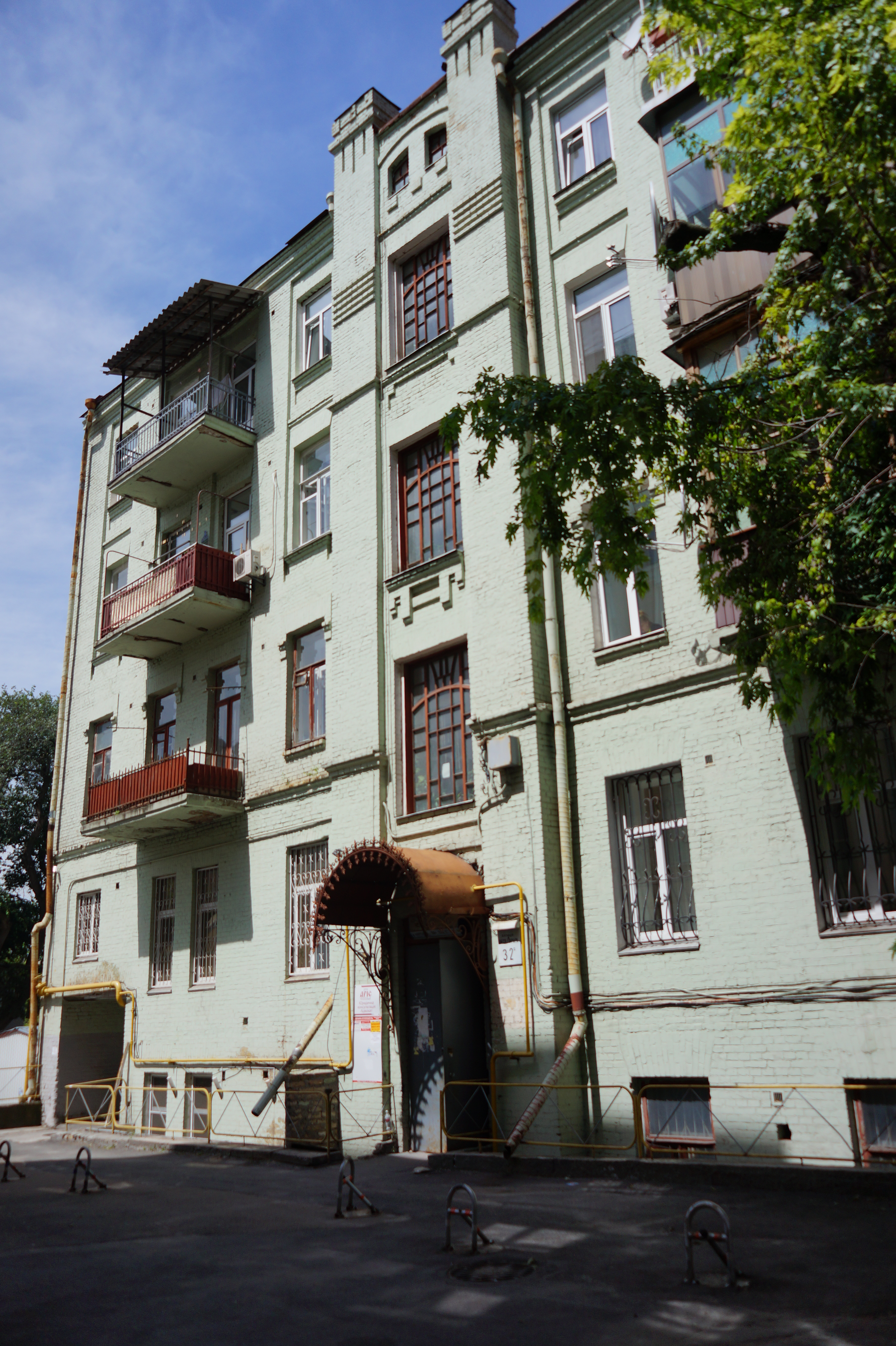
Будинок № 32-б
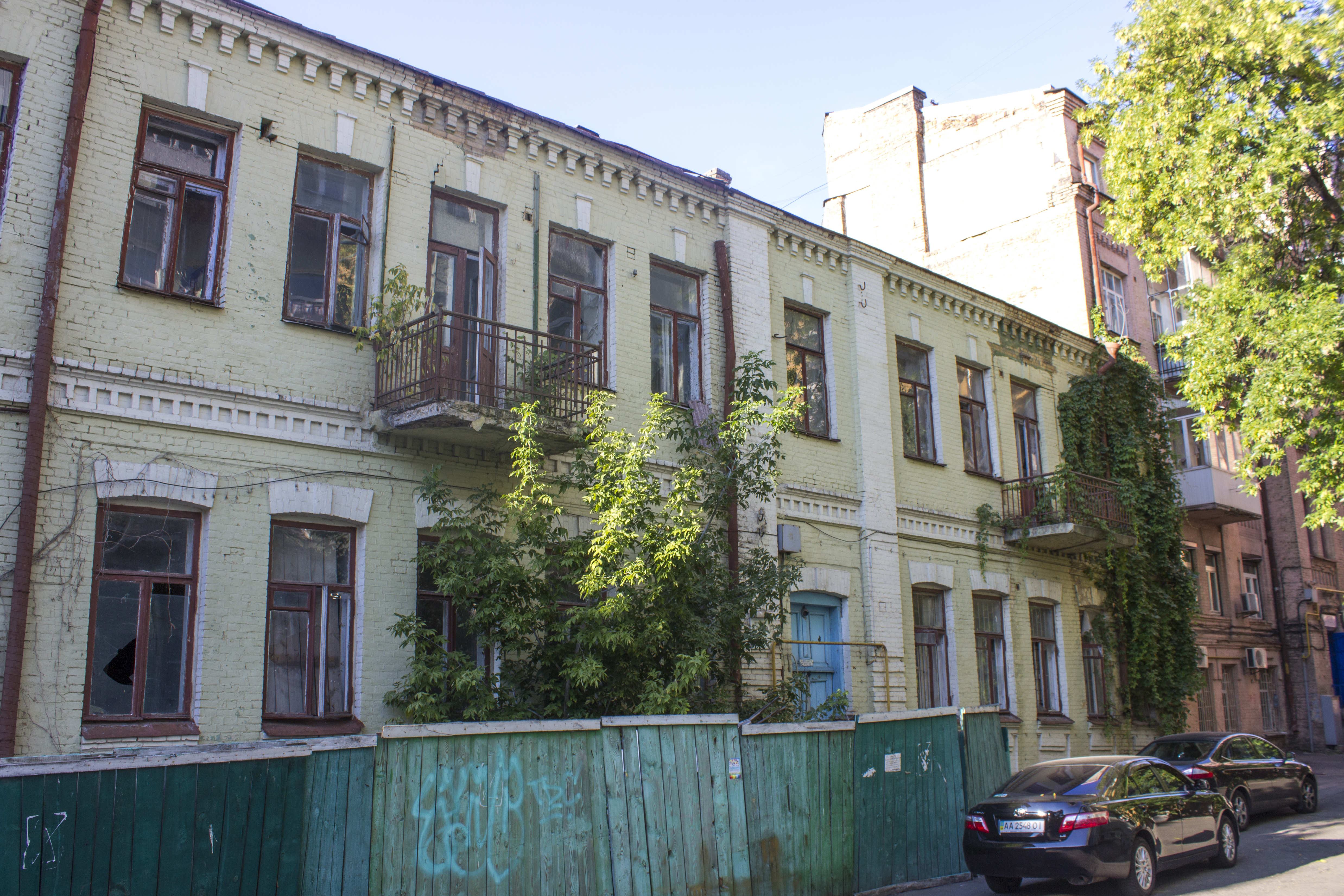
Будинок № 32-в